# Stenelmis vittipennis
Stenelmis vittipennis är en skalbaggsart som beskrevs av Elwood C. Zimmerman. Stenelmis vittipennis ingår i släktet Stenelmis och familjen bäckbaggar. Inga underarter finns listade i Catalogue of Life.